# Comuna Moravița, Timiș

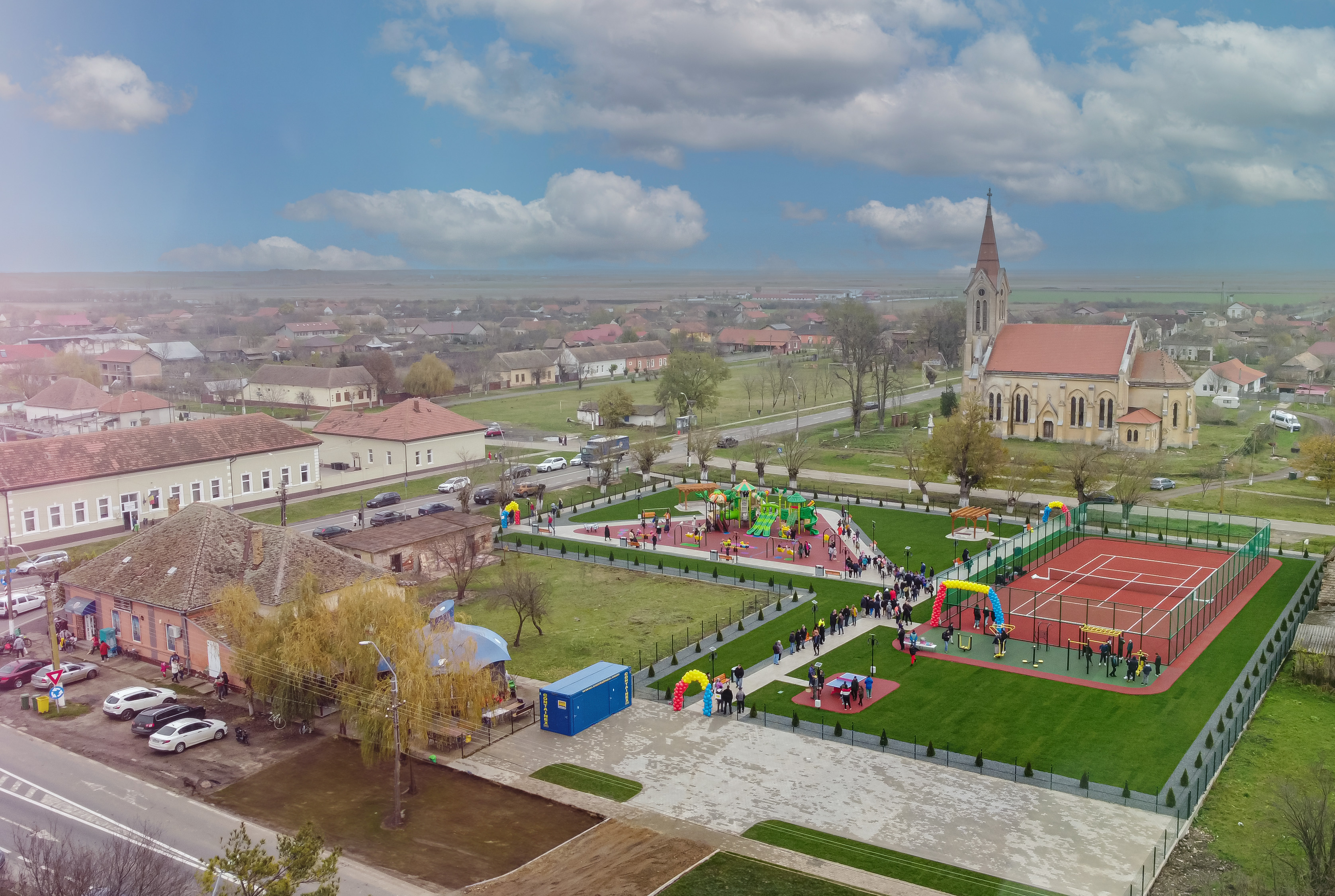

Moravița este o comună în județul Timiș, Banat, România, formată din satele Dejan, Gaiu Mic, Moravița (reședința) și Stamora Germană.

## Localizare
Moravița este o localitate de frontieră situată în sudul județului Timiș, la granița cu Serbia, la 52 km sud de municipiul Timișoara și 21 km sud de orașul Deta. Este străbătură de drumul național DN59 (E70) și de calea ferată Timișoara-Stamora Moravița. De la Moravița pornește către est drumul național DN 57 care duce la Oravița. Așezarea este amplasată în Câmpia Gătăii, fiind traversată de pârâul Moravița.
Se învecinează la nord cu Stamora Germană, la nord-est cu Dejan, la est cu Gherman, la sud-est cu Mali Zam (Serbia) și la sud-vest cu Vatin (Serbia).

## Istorie
Teritoriul pe care se află astăzi Moravița prezintă urme de locuire timpurie. De asemenea, prin Moravița trece valul roman (limes-ul), dar despre existența unei așezări nu există dovezi. Astfel, prima atestare documentară a Moraviței datează din 1333. Istoricul maghiar Ortvay Tivadar, analizând documentul „Incipium rationes decimes sexenallis coletae in Hungaria an ano 1332 ad 1337”, aflat astăzi în biblioteca Vaticanului, trage concluzia că Mora (Mura), care apare în acest document se referă la Moravița. Ortvay susține că la acea vreme așezarea avea o biserică catolică. În 1337, datorită unei inundații a pârâului Moravița, localnicii din Mora aveau să se retragă pe dealurile Butinului, pe atunci împădurite.
Documente din 1492, 1494, 1496 vorbesc despre existența a două localități distincte: Tothmura (Mura Slovacă, locuită de slovaci și actuala Stamora Germană) și Magyar Mura (Mura Maghiară, locuită de maghiari, actuala Moravița). Cele două predii erau în proprietatea familiei lui Csaky Mihaly, cumpărate de la Nicolae Mathko, care au stabilit aici familiile de maghiari cu scopul de a valorifica agricol terenurile fertile.
La mijlocul secolului XV Banatul cade sub stăpânire turcească, dar Moravița își continuă existența. La 1597 la Moravița se așează mai multe familii de români din județul Caraș. Atunci apare cu numele Morawa. După acest an nu mai apar referiri documentare și nici pe harta lui Mercy din 1721 nu apare deloc. Abia pe harta austriacă din 1761 apare numele Moraviza.
La 7 ianuarie 1773 Iosif Malenitza, care luptase în războiul prusaco-turcesc primește, pentru merite deosebite, titlul de nobil de Stamora precum și 5.800 jughere de teren ca domeniu feudal la Gaiu Mic și Tothmura, acesta devenind Stamora, iar Murawa devenind Moravița. Trei ani mai târziu, are loc și sistematizarea satului. În acest timp, în Banat se afla eruditul italian Francesco Griselini, care în lucrarea „Încercare de istorie politică și naturală a Banatului Timișoarei”, realizează o hartă a Moraviței sistematizate. În 1782 se construiește biserica ortodoxă, lucru care arată că localitatea era locuită de români și sârbi.
În 1784 începe colonizarea masivă a Moraviței cu germani. Un val important de coloniști sosesc în perioada 1784-1787 din Boemia (țipțeri) și din Alsacia, Lorena, Luxemburg și alte zone germane. În această perioadă au fost construite 145 de case, iar despre originea boemă a unora din coloniști vorbește și denumirea străzii Zipsergasse. Românii și sârbii sunt nevoiți să se mute în satele vecine Dejan (sârbii) și Gherman (românii), iar biserica lor ortodoxă este predată catolicilor, care își vor oficia slujbele în ea până în 1911, când își vor construi o biserică catolică nouă. Vechea biserică a fost demolată în 1920 iar din materialul rezultat a fost construită primăria. Pe piatra de la intrarea în biserică, astăzi aflată la Muzeul Banatului, stătea scris: „Pe când domnea Maria Tereza văduva Împăratului Romanilor, regină a Ungariei și a Boemiei, și Iosif II, Împăratul Romanilor, acest (templu) pentru adevărata mântuire, prin truda supușilor a fost înălțat (fiind) atunci administratori Iosif baron de Brigide camerar și consilier lăuntric cezarocrăiesc, mitropolit al grecilor neuniți de Vodak, iar episcop de Caransebeș de Popovici, de care s-a îngrijit G. de Elesse arhitect.”
În 1858 se deschide traficul pe calea ferată Timișoara-Moravița-Baziaș, fapt care impulsionează activitatea economică și dezvoltarea comunei. Pe plan politic, crește importanța politică a românilor și sârbilor din circumscripția Moravița, astfel că la alegerile din 1865, este ales deputat Gheorghe Mocioni de Foeni. El va fi reales în 1859 și 1872 ca deputat al circumscripției Moravița.
În Primul Război Mondial au căzut 77 de morăvițeni, marea majoritate germani. După război, delegația germanilor la Conferința de la Paris avea să ceară ca întreg Banatul să fie încorporat României. Granița definitivă s-a decis mai târziu, iar la 5 februarie 1924 s-a făcut rectificarea de hotar dintre Iugoslavia și România prin care Moravița a trecut în România.

## Politică
Comuna Moravița este administrată de un primar și un consiliu local compus din 11 consilieri. Primarul, Remus-Răzvan Brăzdău[*], de la Partidul Național Liberal, este în funcție din octombrie 2020. Începând cu alegerile locale din 2024, consiliul local are următoarea componență pe partide politice:
|  | Partid                          | Consilieri | Componența Consiliului | Componența Consiliului | Componența Consiliului | Componența Consiliului | Componența Consiliului | Componența Consiliului | Componența Consiliului | Componența Consiliului |
|  | ------------------------------- | ---------- | ---------------------- | ---------------------- | ---------------------- | ---------------------- | ---------------------- | ---------------------- | ---------------------- | ---------------------- |
|  | Partidul Național Liberal       | 8          |                        |                        |                        |                        |                        |                        |                        |                        |
|  | Partidul Social Democrat        | 2          |                        |                        |                        |                        |                        |                        |                        |                        |
|  | Alianța pentru Unirea Românilor | 1          |                        |                        |                        |                        |                        |                        |                        |                        |

Primarul comunei, Ioan Fiștea, este membru PNL, deși la alegerile din 2004 a fost ales ca membru PSD. Consiliul Local este constituit din 11 membri împărțiți astfel:
|  | Partid                     | Consilieri | Componența | Componența | Componența | Componența | Componența |
|  | -------------------------- | ---------- | ---------- | ---------- | ---------- | ---------- | ---------- |
|  | Partidul Național Liberal  | 5          |            |            |            |            |            |
|  | PD-l                       | 2          |            |            |            |            |            |
|  | PSD                        | 2          |            |            |            |            |            |
|  | Partidul Conservator (PUR) | 1          |            |            |            |            |            |
|  | PNG                        | 1          |            |            |            |            |            |

## Demografie
Componența etnică a comunei Moravița
     Români (83,32%)
     Alte etnii (1,86%)
     Necunoscută (14,82%)
Componența confesională a comunei Moravița
     Ortodocși (72,61%)
     Romano-catolici (6,13%)
     Penticostali (4,77%)
     Alte religii (1,16%)
     Necunoscută (15,33%)
Conform recensământului efectuat în 2021, populația comunei Moravița se ridică la 1.990 de locuitori, în scădere față de recensământul anterior din 2011, când fuseseră înregistrați 2.289 de locuitori. Majoritatea locuitorilor sunt români (83,32%), iar pentru 14,82% nu se cunoaște apartenența etnică. Din punct de vedere confesional, majoritatea locuitorilor sunt ortodocși (72,61%), cu minorități de romano-catolici (6,13%) și penticostali (4,77%), iar pentru 15,33% nu se cunoaște apartenența confesională.